# Defending Your Life
Defending Your Life (titulada Visa al paraíso en Hispanoamérica y El cielo... próximamente en España) es una película de fantasía y comedia romántica estadounidense de 1991 escrita, dirigida y protagonizada por Albert Brooks, quien interpreta a un hombre que se encuentra en un juicio en el más allá, donde se examinan los miedos su vida pasada para determinar si reencarnará (una vez más) en la Tierra. A pesar de los matices cómicos, la película también contiene elementos de drama y alegoría.

## Trama
El ejecutivo de publicidad de Los Ángeles, Daniel Miller, muere en un accidente automovilístico en su cumpleaños número 39, en gran parte debido a su distracción, y es enviado a Judgement City, una especie de paraíso temporal para los recientemente fallecidos. La ciudad es una zona de espera atendida por burócratas omniscientes y eficientes pero en gran medida condescendientes que, habiendo pasado ellos mismos a su nueva fase universal actual, en su mayoría parecen mirar con cautela a los recién llegados. Sus vidas en la Tierra serán juzgadas durante una audiencia de aproximadamente una semana, cada uno ante dos jueces. Se ofrecen comodidades y actividades, desde deliciosos bufés libres de calorías hasta boleras y clubes de comedia.
El abogado defensor de Daniel, Bob Diamond, explica que la gente de la Tierra usa tan poco su cerebro que pasan la mayor parte de sus vidas funcionando basándose en sus miedos. Si el tribunal determina que Daniel ha vencido sus miedos, será enviado a la siguiente fase de la existencia, donde podrá utilizar más su cerebro y así experimentar más de lo que el universo tiene para ofrecer. De lo contrario, su alma reencarnará en la Tierra para vivir otra vida en otro intento de superar sus miedos.
En el tribunal de Daniel, presidido por dos jueces, Diamond sostiene que Daniel debería pasar a la siguiente fase, pero su formidable oponente, la fiscal Lena Foster, adopta el argumento contrario. Cada uno utiliza imágenes similares a videos de días seleccionados de la vida de Daniel para presentar su caso ante los jueces.
Durante su estancia en Judgment City, Daniel conoce y se enamora de Julia, una mujer recientemente fallecida que vivió una vida aparentemente perfecta de coraje y generosidad, especialmente en comparación con la de él, lo que también explica por qué su elegante alojamiento en un hotel es mucho más agradable que de él.
Después de los procedimientos de cada día, Daniel y Julia pasan tiempo explorando Judgement City, incluido el Pabellón de Vidas Pasadas (presentado por una versión de Shirley MacLaine, famosa por su abierta creencia en la reencarnación), donde las personas pueden ver todas sus vidas pasadas, a menudo de manera bastante impactante.
Mientras tanto, a Daniel las cosas no le van bien. Foster muestra una serie de episodios en los que Daniel nunca logró superar sus miedos, así como otras malas decisiones y percances, mientras Diamond intenta enérgicamente retratar las acciones de Daniel de manera más positiva, a veces elogiando la «moderación» y la «consideración» de su defendido.
Antes del último día de la audiencia de Daniel, Julia le pide a Daniel que pase la noche con ella, pero a pesar de sus fuertes sentimientos hacia ella, él se niega. Al día siguiente, Foster reproduce imágenes de la noche anterior de Daniel con Julia, a pesar de las objeciones de Diamond. Foster sostiene que esto subraya claramente el miedo y la falta de coraje de Daniel. Al día siguiente, se dictamina que Daniel regresará a la Tierra, mientras que se considera que Julia es digna de seguir adelante. Antes de despedirse, Diamond consuela a Daniel sabiendo que la corte no es infalible y que solo porque Foster ganó no significa que ella tenga razón, pero Daniel sigue decepcionado.
Daniel sube a un tranvía listo para regresar a la Tierra cuando Julia le grita desde un tranvía diferente. Se las arregla desesperadamente para desabrocharse, abrir una puerta y saltar, esquivando otros tranvías y sufriendo pequeñas descargas eléctricas para llegar al tranvía de Julia. Ella no puede abrir la puerta y él no puede entrar en el tranvía. Se aferra al exterior del vehículo en movimiento, golpea la puerta y trata de abrirla. Ella grita en vano al conductor que se detenga. Se dicen que se aman. La escena retrocede para mostrar que Diamond, Foster y los jueces en la sala donde tuvo lugar la audiencia de Daniel están viendo todo el evento en circuito cerrado de televisión. Diamond le comenta a Foster: «¿Lo suficientemente valiente para ti?», quien sonriente le da un leve reconocimiento. Un juez le susurra al otro, quien luego envía un mensaje ordenando que se abran las puertas del tranvía. Daniel y Julia se reencuentran, los demás pasajeros los aplauden y se abrazan mientras se les permite pasar juntos a la siguiente fase de la existencia.

## Reparto
- Albert Brooks como Daniel Miller
- Meryl Streep como Julia
- Rip Torn como Bob Diamond
- Lee Grant como Lena Foster
- Buck Henry como Dick Stanley
- George D. Wallace como el juez de Daniel
- Lillian Lehman como la jueza de Daniel
- S. Scott Bullock como como el padre de Daniel
- Carol Bivins como la madre de Daniel
- Susan Walters como la esposa de Daniel
- Gary Beach como el vendedor de autos

Shirley MacLaine tiene un cameo como presentadora holográfica del «Pabellón de Vidas Pasadas», una referencia a su creencia en la reencarnación.

## Recepción
La película recibió críticas en su mayoría positivas y tiene una calificación del 98 % en el agregador de reseñas Rotten Tomatoes según 42 reseñas, con un promedio ponderado de 7,8/10. El consenso se resume: «Con Defending Your Life, el escritor, director y estrella Albert Brooks suaviza su característico humor cáustico y demuestra que es igual de divertido cuando toca las fibras del corazón».
Variety la llamó «de fantasía ingeniosa y leve» en el que Brooks se «divierte un poco con la idea de Liliom de ser juzgado en un más allá fantasioso, pero no lleva su vanidad lo suficientemente lejos». Roger Ebert la llamó «divertida de una manera cálida y confusa» y una película con un «final espléndidamente satisfactorio, lo cual es inusual para una película de Albert Brooks». The New York Times la llamó «la más perceptiva y convincente entre una serie reciente de las películas de carpe diem», una referencia a películas como Dead Poets Society (1989), Field of Dreams (1989) y Ghost (1990).